# توماس جونسون
توماس جونسون (بالإنجليزية: Thomas Johnson (jurist))‏ (و. 1732 – 1819 م)هو محامي، وقاضي من الولايات المتحدة الأمريكية . ولد في مقاطعة كالفرت .
توفي في فريدريك .

## روابط خارجية
- توماس جونسون على موقع الموسوعة البريطانية (الإنجليزية)
- توماس جونسون على موقع إن إن دي بي (الإنجليزية)